# سوگواری برای ایکاروس
سوگواری برای ایکاروس (انگلیسی: The Lament for Icarus)، یک نقاشی رنگ روغن اثر هربرت جیمز دراپر در سال ۱۸۹۸ است که ایکاروس مرده را در حالی که توسط نیمفها احاطه شده، نشان می‌دهد.